# La fin del mundo
 La fin del mundo es una película en blanco y negro de Argentina dirigida por Emilio Vieyra sobre el guion de Abel Santa Cruz que se estrenó el 26 de junio de 1963 y que tuvo como protagonistas a Carlos Cores, Julia Sandoval, Ubaldo Martínez y Teresa Blasco.

## Sinopsis
Un estafador que vive con sus tres tías en un palacete se refugia en una villa de emergencia cuando es buscado por la policía.

## Reparto
- Carlos Cores …Mauricio Herrera
- Julia Sandoval …María Esther
- Ubaldo Martínez …Saulo
- Teresa Blasco …Juana
- Eduardo Muñoz
- Darío Víttori
- Julio De Grazia
- Carlos Carella
- Justo Martínez
- Luis E. Corradi
- Eduardo Humberto Nóbili
- Bel Bonet
- Juan Carlos Galván
- Lucio Deval
- Corrado Corradi
- Alberto Barcel
- Rey Charol
- Leonor Lima
- Claudio Martino
- Mario Savino
- Susana Brunetti
- Julio Gini
- Elena Del Vecchio
- Carlos Langdon
- Marcela Barrié
- Miguel Paparelli
- Jorge Crisol
- Monet Marcel
- Simonette Besse
- Chola Dubi
- Josefina Daniele
- Lucía Besse
- Abel Laudonio
- Juan Carlos Pradeiro
- Alfonso Araujo

## Comentarios
Jorge Miguel Couselo en su crítica en Correo de la Tarde  opinó:

”Escamoteo de la realidad en un juego anecdótico trivial…No hay nada digno de elogiar en la dirección de Emilio Vieyra. Hasta la interpretación es deslucida.”

Antonio A.  Salgado afirmó en Tiempo de Cine:

”El film no sabe construir una anécdota: amontona personajes presuntamente típicos.”

Por su parte, Manrupe y Portela escriben:

”Otra visión superficial de una villa miseria. Y Santa Cruz que cubre todo, a pesar de algún personaje bien descripto.”